# Saint-Julien (Var)
Saint-Julien è un comune francese di 2 004 abitanti situato nel dipartimento del Var nella regione della Provenza-Alpi-Costa Azzurra.

## Società

### Evoluzione demografica
Abitanti censiti